# Pandele Zamfirescu
Pandele Zamfirescu (n. 1843 – d. 3 ianuarie 1926, Iași, România) a fost un om politic român, care a îndeplinit funcția de primar al municipiului Iași în perioada 26 martie - 7 iunie 1891. 
| Funcții politice         | Funcții politice                 | Funcții politice           |
| ------------------------ | -------------------------------- | -------------------------- |
| Predecesor: Vasile Pogor | Primar al municipiului Iași 1891 | Succesor: Constantin Langa |

1. 1 2 3  Necrolog, 6 ianuarie 1926, p. 3
2. ↑  CRONICA LOCALA, 29 iulie 1881, p. 3